# Công nữ Anio (opera)
Công nữ Anio là vở opera của Việt Nam và Nhật Bản, được công diễn lần đầu vào tháng 9 năm 2023 tại Nhà hát Lớn Hà Nội. Vở opera được sáng tác để kỷ niệm 50 năm thiết lập quan hệ ngoại giao giữa hai nước.

## Bối cảnh lịch sử
Vở opera được xây dựng dựa trên câu chuyện tình yêu có thật giữa công nữ Ngọc Hoa (con gái Chúa Nguyễn Phúc Nguyên) và thương nhân Nhật Bản Araki Sotaro vào thế kỷ 17 tại Hội An. Công nữ Ngọc Hoa được Chúa Nguyễn gả cho Araki Sotaro và theo chồng về Nagasaki, Nhật Bản. Bà được người dân địa phương yêu mến và gọi bằng cái tên Anio.

## Nội dung
Vở opera tái hiện lại cuộc gặp gỡ, tình yêu và cuộc sống hôn nhân của công nữ Ngọc Hoa và Araki Sotaro.
- Mở đầu bằng khung cảnh giao thương nhộn nhịp tại phố cổ Hội An.
- Araki Sotaro gặp gỡ và đem lòng yêu công nữ Ngọc Hoa
- Vượt qua những khác biệt văn hoá, họ kết hôn.
- Công nữ theo chồng về Nagasaki
- Trải qua khó khăn nhưng được người dân địa phương yêu mến.

## Âm nhạc
Nhạc sĩ Trần Mạnh Hùng là người sáng tác âm nhạc cho vở opera. Ông đã kết hợp các yếu tố âm nhạc giao hưởng phương Tây với các chất liệu âm nhạc truyền thống Việt Nam và Nhật Bản.
- Sử dụng các nhạc cụ dân tộc
- Âm hưởng ca trù, quan họ
- Giai điệu mang đậm chất Á Đông.

## Sản xuất
Vở opera được sản xuất bởi Dàn nhạc giao hưởng Việt Nam phối hợp với Ban Điều hành “Công nữ Anio”, bao gồm Brain Group, Công ty TNHH Âm nhạc Yamaha Việt Nam và Hiệp hội Xúc tiến Giao lưu Quốc tế NPO.
- Tổng đạo diễn, Chỉ huy dàn nhạc: Honna Tetsuji[2], trợ lý chỉ huy Nguyễn Hải Yến
- Đạo diễn: Oyama Daisuke[2]
- Âm nhạc: Nhạc sĩ Trần Mạnh Hùng[1]
- Dàn nhạc giao hưởng Việt Nam
- Các nghệ sĩ opera Việt Nam: Đào Tố Loan, Bùi Thị Trang, Đào Mác, Phan Đức
- Các nghệ sĩ opera Nhật Bản: Kobayashi Sakiko, Yamamoto Kohei

## Công diễn
Vở opera được công diễn lần đầu tại Nhà hát Lớn Hà Nội từ ngày 22 đến 24 tháng 9 năm 2023, với sự tham dự của Hoàng Thái tử Nhật Bản Akishino, Công nương Kiko và Phó Thủ tướng Việt Nam Trần Lưu Quang. Sau đó, tác phẩm được biểu diễn tại Trung tâm Hội nghị tỉnh Hưng Yên vào ngày 27 tháng 9 năm 2023. Tại Nhật Bản, buổi ra mắt diễn ra vào ngày 4 tháng 11 năm 2023 tại Hội trường Hitomi Memorial Hall, Trường Đại học Nữ sinh Showa, Tokyo.
Năm 2024, *Công nữ Anio* tiếp tục được trình diễn tại Lễ hội Văn hóa Việt Nam tại Kanagawa và Sự kiện “Giao lưu Văn hóa Hội An - Nhật Bản” lần thứ 20.

## Đánh giá
Vở opera "Công nữ Anio" đã nhận được nhiều đánh giá tích cực từ giới chuyên môn và khán giả. Trang nhaccodien.vn đã gọi đây là "vở opera Việt Nam hay nhất kể từ Cô Sao". Bài viết nhấn mạnh sự kết hợp hài hòa giữa âm nhạc phương Tây và chất liệu dân gian Việt Nam, cũng như sự đầu tư công phu về dàn dựng và biểu diễn. Báo Nhân Dân ca ngợi vở opera là "một dấu mốc quan trọng trong quan hệ ngoại giao Việt Nam - Nhật Bản". Bài viết cũng đánh giá cao sự tham gia của các nghệ sĩ tài năng từ cả hai quốc gia, tạo nên một tác phẩm nghệ thuật có giá trị cao.